# 베이카우스리가
베이카우스리가(Veikkausliiga)는 핀란드 축구의 최상위에 위치한 리그로서 프리미어 디비전이라고 불리기도 한다. 베이카우스리가는 12개 팀이 참가하며, 현재의 리그 명칭은 스폰서인 베이카우스(Veikkaus)의 명칭을 따서 부르게 되었다. 이 리그는 1990년에 만들어졌는데 그 이전에도 핀란드 리그는 존재하고 있었다. 1908년부터 1929년까지는 컵 대회 형식의 챔피언십이었고 1930년부터 1989년까지는 챔피언십 시리즈라는 의미로서 메스타루사랴(Mestaruussarja)로 불려왔다.
베이카우스리가는 핀란드의 추운 겨울 때문에 유럽의 주요 리그와는 달리 4월에 시작하여 10월에 끝난다. 각 팀마다 두 번씩 경기를 하게 되어 총 26라운드의 경기를 하게 된다. 시즌 종료 이후 최하위를 기록한 팀은 2부 리그로 강등되며 반대로 2부 리그에서 우승한 팀은 베이카우스리가로 승격된다. 이와 함께 베이카우스리가 13위 팀과 2부 리그 준우승 팀끼리 승강 플레이오프를 벌여 팀의 승격 및 잔류를 결정하게 된다.

## 참가팀
| 2024 베이카우스리가 |             |              |          |
| 구단명              | 순위 (2023) | 연고지       | 창단연도 |
| HJK                 | 1위         | 헬싱키       | 1907     |
| KuPS                | 2위         | 쿠오피오     | 1923     |
| VPS                 | 3위         | 바사         | 1924     |
| SJK                 | 4위         | 세이내요키   | 2007     |
| 인테르 투르크       | 6위         | 투르쿠       | 1990     |
| 오울루              | 7위         | 오울루       | 2002     |
| 일베스              | 8위         | 탐페레       | 1931     |
| 하카                | 9위         | 발케아코스키 | 1934     |
| 라흐티              | 10위        | 라흐티       | 1996     |
| 마리에함            | 11위        | 마리에함     | 1919     |
| EIF                 | 위쾨넨 1위  | 라세포리     | 1905     |
| 그니스탄            | 위쾨넨 2위  | 헬싱키       | 1924     |

## 역대 우승 클럽
| - 1990 : HJK - 1991 : FC 쿠쉬시 - 1992 : HJK - 1993 : FC 재즈 - 1994 : TPV - 1995 : FC 하카 - 1996 : FC 재즈 - 1997 : HJK - 1998 : FC 하카 - 1999 : FC 하카 - 2000 : FC 하카 - 2001 : 탐페레 유나이티드 - 2002 : HJK - 2003 : HJK - 2004 : FC 하카 - 2005 : 뮈파 - 2006 : 탐페레 유나이티드 - 2007 : 탐페레 유나이티드 - 2008 : FC 인테르 투르쿠 - 2009 : HJK - 2010 : HJK - 2011 : HJK - 2012 : HJK - 2013 : HJK - 2014 : HJK - 2015 : SJK - 2016 : IFK - 2017 : HJK - 2018 : HJK - 2019 : KuPS - 2020 : HJK - 2021 : HJK - 2022 : HJK - 2023 : HJK |

## 같이 보기
- 핀란드 축구 협회